# Verband der Sattler und Portefeuiller
Der Verband der Sattler und Portefeuiller wurde 1909 gegründet. Die freie Gewerkschaft organisierte Beschäftigte im Deutschen Kaiserreich in der Weimarer Republik, die an der Herstellung von Sätteln, Taschen und Geldbörsen beteiligt waren.

## Geschichte
Die Gewerkschaft wurde zum 1. Juli 1909 gegründet. Sie entstand aus dem Zusammenschluss vom Verband der Portefeuiller und Ledergalanterie-Arbeiter und dem Verband der Sattler. Sitz des neuen Verbandes war Berlin.
Der Verband war Mitglied in der Generalkommission der Gewerkschaften Deutschlands und 1919 Gründungsmitglied beim Nachfolger Allgemeiner Deutscher Gewerkschaftsbund. International war die Gewerkschaft bei der Internationalen Vereinigung der Sattler und Verwandten Berufsgenossen aktiv.
Im April 1920 fusionierte die Gewerkschaft mit dem Verband der Tapezierer und verwandter Berufsgenossen Deutschlands und gründeten den Deutschen Sattler-, Tapezierer- und Portefeuiller-Verband.

## Vorsitzender
1909–1920: Peter Blum